# パガニーニの主題による変奏曲 (ビェルコーヴィチ)
《パガニーニの主題による変奏曲》（パガニーニのしゅだいによるへんそうきょく、英語: Variations on a Theme by Paganini）は、イサーク・ビェルコーヴィチのピアノ曲。1967年に発表された。
パガニーニの有名な《カプリッチョ第24番 イ短調》を主題にした変奏曲で、ラブンスキーと同様に教育目的で作曲したことから、初上級レベルの生徒によく知られており、日本ではピアノコンクールの曲として選ばれることも多い。主にブラームスやリストの変奏曲の影響を受けているが、その他にもラフマニノフなど、さまざまな作曲家のスタイルが取り入れられている。

## 楽曲構成
この曲は10の変奏からなり、変奏の性格と雰囲気に基づいて、3つの大きなセクションに分けることができる。最初の3つの変奏は、原曲の16分音符の脈動と妙技を保ったまま、素早く続く。第4変奏は叙情的であり、第2セクションの始まりを示す。その後に気まぐれな第5変奏と叙情的な第6変奏が続き、第2セクションを締めくくる。変奏の最大のブロックである第7〜第10変奏は、それぞれが明確な性格を持っている。第7変奏は、トニックとドミナントの関係を利用した大きく意気揚々とした変奏である。 第8変奏は魅力的なワルツ、第9変奏は曲全体の雰囲気とは対照的に感傷的な曲であり、最後となる第10変奏は再び原曲の特徴と技巧を思い起こさせる曲に戻る。